# Denninger – Der Mallorcakrimi
Denninger – Der Mallorcakrimi ist eine achtteilige deutsche Krimiserie des ZDF, die von 2001 bis 2003 erstausgestrahlt wurde. Die Titelrolle wurde zunächst durch Bernhard Schir verkörpert, ab Folge 3 übernahm Gregor Törzs die Rolle des Kommissars Jo Denninger. Für die Produktion zeichnete die UFA Fernsehproduktion GmbH verantwortlich. Die Titelmusik wurde von der 1997 gegründeten Heidelberger Band De-Phazz beigesteuert.

## Inhalt
Jo Denninger vom Bundeskriminalamt nimmt sich eine Jahresauszeit auf der Balearischen Insel Mallorca, wo er bei seinem Onkel Max von Lahnstein unterkommt. Gemeinsam mit ihm und Denningers Freund Schumann ermitteln sie auf der Insel in Vermissten- und Mordfällen.

## Episodenübersicht
| Nr. | Titel                            | Regie                 | Erstausstrahlung | Einschaltquote |
| --- | -------------------------------- | --------------------- | ---------------- | -------------- |
| 1   | Der Tod des Paparazzo            | Daniel Helfer         | 30. März 2001    | 4,6 Mio.       |
| 2   | Der Mann mit den zwei Gesichtern | Gloria Behrens        | 7. April 2001    | 4,3 Mio.       |
| 3   | Unter Haien                      | Matthias Tiefenbacher | 14. Januar 2003  | 4,7 Mio.       |
| 4   | Gören leben gefährlich           | Matthias Tiefenbacher | 21. Januar 2003  |                |
| 5   | Mörderischer Cocktail            | Matthias Tiefenbacher | 28. Januar 2003  |                |
| 6   | Mann stirbt nur einmal           | Matthias Tiefenbacher | 4. Februar 2003  |                |
| 7   | Die Frau ohne Namen              | Christoph Eichhorn    | 11. Februar 2003 |                |
| 8   | Doppeltes Spiel                  | Christoph Eichhorn    | 18. Februar 2003 |                |